# Canyonlands National Park
Canyonlands National Park ligger i nærheden af byen Moab og Arches National Park i delstaten Utah, USA. Den blev oprettet som nationalpark 12. september 1964 og dækker et område på 1366 km².
Landskabet blev eroderet til kløfter, butter og taffelbjerge af Coloradofloden, Green River og deres bifloder. Der er klippefialer og andre naturligt skulpterede klipper, så vel som fortidsminder fra anasaziafolket.
Canyoner som floderne har skåret ned i Colorado-platået deler området i 3 hoveddele:
- Island in the Sky i nord
- The Needles i syd-øst
- The Maze i vest

Ud over de de tre hovedområder er der en separat del i nord som kaldes Horseshoe Canyon.

## Geografi
Områderne «Island in the Sky» og «Needles» kan nås via asfalteret vej fra US Route 191 som går gennem Moab. «The Maze» er det mest utilgængelige af de tre områder og kan kun nås via grusveje fra vestsiden. Der er ingen vejforbindelse mellem områderne gennem selve parken, det kan derfor tage mange timer med bil at køre fra det ene til det andet området.
«Island in the Sky» er en stor og flad mesa i den nordlige del af parken mellem Colorado River og Green River med mange flotte udsigtspunkter ned på «the White Rim», som er et sandstensplateau ca. 365 meter lavere, mens floderne er endnu ca. 300 meter lavere.